# Coenred af Mercia
Coenred (også stavet Cenred eller Cœnred blomstrede ca. 675–709) var en angelsaksisk konge over Mercia fra 704 til 709. Han var søn af Mercias tidligere konge Wulfhere, hvis bror Æthelred overtog tronen ved Wulfheres død i 675. I 704 abdicerede Æthelred for at blive munk, og Coenred blev konge.
Coenreds regeringstid er dårligt dokumenteret, men en samtidig kilde beskriver, at han blev udsat for angreb fra waliserne. Det vides ikke om han giftede sig og fik børn, men senere krøniker beskriver ham som en af Wigstans forfædre. I 709 abdicerede Coenred og tog på pilgrimsfærd til Rom, hvor han blev munk og levede til sin død.
Den samtidige krønikør Beda skrev om Coenred "der havde hersket over kongeriget Mercia i noget tid og meget ædelt, afskrev sig endnu mære ædelt tronen i sit kongerige". Æthelreds søn Ceolred overtog tronen som Mercias konge efter Coenred.